# بی‌سپران
بی‌سپران (نام علمی: Anaspida) نام یک رده از زیرشاخه مهره‌داران است.